# Centrale nucleare di Chasnupp
La centrale nucleare di Chasnupp, conosciuta anche come centrale nucleare di Chashma, è una centrale nucleare pakistana situata presso la città di Chashma, nel Punjab, equipaggiata con 4 reattori PWR da circa 300 MW ognuno.